# دانييل إبراهام
دانييل إبراهام (بالإنجليزية: Daniel Abraham) (و. 1969  م) هو روائي، وكاتب، وكاتب خيال علمي أمريكي، ولد في ألباكركي، بدأ مشواره المهني سنة 1996.

## التعليم
تعلم في جامعة نيومكسيكو
.

## وصلات خارجية
- دانييل إبراهام على موقع IMDb (الإنجليزية)
- دانييل إبراهام على موقع ميوزك برينز (الإنجليزية)
- دانييل إبراهام على موقع قاعدة بيانات الفيلم (الإنجليزية)

- دانييل إبراهام في قاعدة بيانات الأفلام على الإنترنت